# Nông Cống (xã)
Nông Cống là thị trấn huyện lỵ của huyện Nông Cống, tỉnh Thanh Hóa, Việt Nam.
Thị trấn còn có tên gọi không chính thức là thị trấn Chuối vì nằm cạnh sông Chuối.

## Địa lý
Thị trấn Nông Cống nằm ở trung tâm huyện Nông Cống, có vị trí địa lý:
- Phía đông giáp xã Vạn Thiện và xã Minh Nghĩa
- Phía tây giáp xã Vạn Hòa và huyện Như Thanh
- Phía nam giáp xã Thăng Long
- Phía bắc giáp xã Tế Lợi.

Thị trấn có diện tích 11,34 km², dân số năm 2014 là 12.598 người, mật độ dân số đạt 1.111 người/km².
Trên địa bàn thị trấn có Quốc lộ 45 đi qua.

## Hành chính
Thị trấn Nông Cống được chia thành 11 tiểu khu: Bái Đa, Bắc Giang, Đông Hòa, Lê Xá 1, Lê Xá 2, Nam Giang, Nam Tiến, Tập Cát 1, Tập Cát 2, Thái Hòa, Vũ Yên.

## Lịch sử
Phần lớn địa bàn thị trấn Nông Cống hiện nay trước đây là xã Minh Thọ thuộc huyện Nông Cống. Xã Minh Thọ được thành lập vào năm 1954 trên cơ sở tách một phần diện tích và dân số của xã Minh Khôi.
Ngày 5 tháng 1 năm 1987, Hội đồng Bộ trưởng ban hành Quyết định số 4-HĐBT. Theo đó, thành lập thị trấn Nông Cống, huyện lỵ huyện Nông Cống trên cơ sở tách 45,26 ha diện tích tự nhiên và 2.393 người của xã Minh Thọ; 56,44 ha diện tích tự nhiên và 1.372 người của xã Vạn Thiện và 10,27 ha diện tích tự nhiên và 191 người của xã Vạn Hòa.
Sau khi thành lập, thị trấn Nông Cống có 111,97 ha diện tích tự nhiên và 3.956 người. Xã Minh Thọ còn lại 812,54 ha diện tích tự nhiên và 2.016 người.
Ngày 15 tháng 5 năm 2015, Ủy ban Thường vụ Quốc hội ban hành Nghị quyết số 935/NQ-UBTVQH13. Theo đó, sáp nhập toàn bộ 889,84 ha diện tích tự nhiên và 7.248 người của xã Minh Thọ, điều chỉnh 48,12 ha diện tích tự nhiên và 552 người của xã Vạn Hòa (46,62 ha và 436 người của thôn Bái Đa; 1,5 ha và 116 người của thôn Thanh Ban), 74,61 ha diện tích tự nhiên và 1.217 người của xã Vạn Thiện (30,59 ha và 653 người của thôn Quyết Thanh 1; 10,97 ha và 279 người của thôn Thiện Sơn; 33,05 ha và 285 người của thôn Cộng Hòa) vào thị trấn Nông Cống.
Sau khi điều chỉnh địa giới hành chính, thị trấn Nông Cống có 1.134 ha diện tích tự nhiên và 12.598 người, gồm 7 tiểu khu: Minh Tân, Bắc Giang, Nam Giang, Đông Hòa, Xuân Hòa, Nam Tiến, Hợp Nhất và 14 thôn: Vũ Yên 1, Vũ Yên 2, Vũ Yên 3, Tập Cát 1, Tập Cát 2, Tập Cát 3, Thái Hòa 1, Thái Hòa 2, Lê Xá 1, Lê Xá 2, Lê Xá 3, Bái Đa, Quyết Thanh 1, Thiện Sơn.
Ngày 17 tháng 8 năm 2018, Ủy ban nhân dân tỉnh Thanh Hóa ban hành Quyết định số 3110/QĐ-UBND. Theo đó:
- Sáp nhập thôn Lê Xá 2 và thôn Lê Xá 3 thành tiểu khu Lê Xá 2
- Sáp nhập tiểu khu Xuân Hòa vào tiểu khu Đông Hòa
- Sáp nhập thôn Thái Hòa 1 và thôn Thái Hòa 2 thành tiểu khu Thái Hòa
- Sáp nhập thôn Vũ Yên 1, thôn Vũ Yên 2 và thôn Vũ Yên 3 thành tiểu khu Vũ Yên
- Sáp nhập thôn Tập Cát 1 và thôn Tập Cát 2 thành tiểu khu Tập Cát 1
- Sáp nhập thôn Tập Cát 3 và tiểu khu Minh Tân thành tiểu khu Tập Cát 2
- Sáp nhập thôn Quyết Thanh vào tiểu khu Nam Giang
- Sáp nhập thôn Thiện Sơn vào tiểu khu Nam Tiến
- Sáp nhập tiểu khu Hợp Nhất và thôn Bái Đa thành tiểu khu Bái Đa.

Thị trấn Nông Cống có 11 tiểu khu như hiện nay.

## Địa phương kết nghĩa
- Thị trấn Nam Phước (huyện Duy Xuyên, tỉnh Quảng Nam).[8][9]